# Světový pohár v biatlonu 2024/2025 – Annecy
3. podnik Světového poháru v biatlonu v sezóně 2024/2025 probíhal od 19. do 22. prosince 2024 ve francouzském Annecy – Le Grand Bornand. Na programu podniku byly závody v sprintech, stíhací závody a závody s hromadným startem.
V Annecy se předtím naposledy závodilo v prosinci 2022.

## Program závodů
Oficiální program:
| Datum        | Disciplína                       | Začátek (SEČ) | Počet závodníků |
| ------------ | -------------------------------- | ------------- | --------------- |
| 19. prosince | Sprint (muži)                    | 14:20         | 100             |
| 20. prosince | Sprint (ženy)                    | 14.20         | 93              |
| 21. prosince | Stíhací závod (muži)             | 12:30         | 58              |
| 21. prosince | Stíhací závod (ženy)             | 14:45         | 54              |
| 22. prosince | Závod s hromadným startem (muži) | 12:30         | 30              |
| 22. prosince | Závod s hromadným startem (ženy) | 14:45         | 30              |

## Průběh zavodů
Závodů se neúcastnila nejlepší česká biatlonistka, Markéta Davidová, kterou trápily bolesti zad, a která odcestovala do Prahy na detailní vyšetření. Z podobných důvodů byl ze světového poháru stažen i Tomáš Mikyska. Ženský i mužský tým proto startoval pouze ve čtyřech, i když Česko mělo nárok nasadit pět závodníků.

### Sprinty
V cíli sprintu mužů se nejdříve udržoval první Němec Phillip Horn, pak jej ale o téměř půl minuty předstihl Nor Martin Uldal. Jeho krajan, vítěz předchozích dvou sprintů Johannes Thingnes Bø pak udělal jednu chybu vleže a odjížděl do posledního kola osm vteřin za Udalem. Na posledním mezičasu byl už jednu vteřinu před ním, v cíli ale skončil o necelé dvě vteřiny druhý. Uldal, pro kterého to byl teprve pátý start ve světovém poháru, tak vybojoval své první vítězství.
Z český reprezentantů dojel nejlépe Jonáš Mareček, který zvládl obě položky čistě a do posledního kola odjížděl průběžně druhý. V cíli skončil na 21. místě. Všichni tři další čeští biatlonisté se probojovali do sobotniho stíhacího závodu.
Do čela průběžného pořadí závodu žen se v cíli brzy dostala Lucie Charvátová s dvěma střeleckými chybami. Brzy ji ale předstihly další závodnice, hlavně Slovinka Anamarija Lampičová, která tentokrát relativně dobře střílela (dvě chyby). Tu po delší době předjela Francouzka Justine Braisazová-Bouchetová. Po poslední střelbě se před ní dostala vedoucí závodnice světového poháru, Němka Franziska Preussová. Poslední kolo však jela pomaleji a skončila druhá, 1,4 vteřiny za Francouzkou.
Z české reprezentace startovaly pouze tři závodnice, protože Jessica Jislová byla nachlazená. Nejlépe skončila Lucie Charvátová na 19. místě, do stíhacího závodu postoupila ještě Tereza Voborníková z 29. pozice.

### Stíhací závody
Na začátku závodu mužů jeli oba Norové - Johannes Thingnes Bø a Martin Uldal - spolu a vzdalovali se ostatním soupeřům. Uldal však při druhé střelbě dvakrát chyboval, a tak Johannes Boe ziskal vice než půlminutový náskok, se kterým také zvítězil. Na druhém místo se posunul Francouz Emilien Jaquelin, kterého pak při poslední střelbě předstihll jeho krajan Éric Perrot, který zastřílel všechny položky bezchybně a dojel druhý.
Z českých závodníků nenastoupil Jonáš Mareček kvůli nachlazení. Nejlépe dojel Vítězslav Hornig se dvěma střeleckými chybami na 29. místě, který se posunul o 17 pozic oproti startu.
Také v závodě žen se po první střelbě posunula do čela vedoucí závodníci světového poháru, Němka Franziska Preussová, která po druhé čisté střelbě navýšila svůj náskok a v závodě zvítězila. Druhá jela zpočátku Anamarija Lampičová, ale chyby při střelbě vstoje ji odsunuly až na 13. místo. Do cile dojela druhá Francouzka Julia Simonová, která se postupně zlepšovala a čistou střelbou při poslední položce se dostala na druhé místo.
Z českých reprezentantek byla nejlepší Tereza Voborníková, která vleže střílela čistě, vstoje udělala dvě chyby a skončila na 29. místě. Lucie Charvátová nezasáhla celkem osm terčů a dokončila závod na 46. pozici.

### Závody s hromadným startem
První dvě kola se v čele vedoucí skupiny udržoval Johannes Thingnes Bø. Při dalších střelbách však chyboval, a i když rychlým během dojížděl vedoucí skupinu, do čela se už nedostal. Při třetí střelbě se z vedoucí norské čtveřice oddělil bezchybný Tarjei Bø. I on sice při poslední střelecké položce nezasáhl jeden terč, ale chybovali i všichni jeho pronásledovatelé, a tak Tarjei zvitezil. Bezchybný byl Němec Danilo Riethmüller, který vybojoval druhé místo před Johanessem Boe.
Z českých reprezentantů se nikdo do tohoto závodu nekvalifikoval.
Také do závodu žen se nikdo z českého týmu neprobojoval, i když mohla startovat Tereza Voborníková. Pro velké množství odhlášených jí byla nabídnuta účast, ale nikdo z českého týmu s tím předem nepočítal, takže už neměla k dispozici lyže, které byly v sobotu odeslány do Prahy. Ve vlastním závodě jela vedoucí Němka Franziska Preussová pomaleji, ale střílela čistě. Při předposlední položce byla na střelnici rychlejší Francouzka Jeanne Richardová. Tu však předjela mladá Němka Selina Grotianová, která si několikavteřinový náskok udržela a poprvé v kariéře zvítězila. Druhá dojela Preussová a před Francouzku se ještě v posledních metrech cílové roviny dostala Slovenka Paulína Bátovská Fialková.

## Umístění na stupních vítězů

### Muži
| Disciplína                        | První místo          | Výkon             | Druhé místo          | Výkon             | Třetí místo          | Výkon             |
| Sprint (10 km)                    | Martin Uldal         | 23:13,5 (0+0)     | Johannes Thingnes Bø | 23:14,9 (1+0)     | Sebastian Samuelsson | 23:24,3 (0+1)     |
| Stíhací závod (12,5 km)           | Johannes Thingnes Bø | 31:25,4 (0+0+0+1) | Éric Perrot          | 31:53,0 (0+0+0+0) | Émilien Jacquelin    | 32:12,9 (0+0+1+1) |
| Závod s hromadným startem (15 km) | Tarjei Bø            | 37:20,8 (0+0+0+1) | Danilo Riethmüller   | 37:24,8 (0+1+0+0) | Johannes Thingnes Bø | 37:30,5 (0+1+1+1) |

### Ženy
| Disciplína                          | První místo                   | Výkon             | Druhé místo         | Výkon             | Třetí místo               | Výkon             |
| Sprint (7,5 km)                     | Justine Braisazová-Bouchetová | 21:19,2 (0+1)     | Franziska Preussová | 21:20,6 (0+0)     | Anamarija Lampičová       | 21:32,9 (0+2)     |
| Stíhací závod (10 km)               | Franziska Preussová           | 29:09,9 (0+0+1+0) | Julia Simonová      | 29:37,2 (0+2+0+0) | Vanessa Voigtová          | 29:54,2 (0+0+0+0) |
| Závod s hromadným startem (12,5 km) | Selina Grotianová             | 38:35,4 (0+0+1+0) | Franziska Preussová | 38:48,1 (0+0+0+0) | Paulína Bátovská Fialková | 39:10,8 (1+0+2+0) |